# Tomba di Edoardo il Principe Nero
La tomba di Edoardo il Principe Nero si trova nella cattedrale di Canterbury. Eseguita tra il 1377 e il 1380, è un pregevole esempio di scultura in rame del pieno gotico inglese.

## Storia
Figlio primogenito del re Edoardo III d'Inghilterra, Edoardo di Woodstock collezionò una serie di vittorie nella sua decennale carriera militare, senza tuttavia riuscire a succedere al padre nella carica reale, morendo un anno prima di lui per una malattia nel 1376. Il suo sepolcro nella cattedrale di Canterbury dovette essere approntato entro il 1380, seguendo parzialmente le ultime volontà di Edoardo circa le fattezze del monumento.

## Descrizione e stile
Il monumento si compone di un sarcofago in pietra policromata ornato con le insegne araldiche di Edoardo, sopra il quale è posato il simulacro del sovrano in gisant, steso con le mani giunte ed eseguito in rame sbalzato. Il volto del principe è diretto in alto, verso un baldacchino sospeso sopra il monumento sotto il quale è dipinta una Trinità.
Il sepolcro è probabilmente da ricondurre allo stesso artista che, nello stesso periodo, eseguì il monumento funebre del padre Edoardo III nell'abbazia di Westminster, pure in rame. L'utilizzo di questo materiale, al posto della pietra, consente all'artista una dovizia di particolari e molteplici possibilità di figurazione lineare, a tratti sconfinanti nella miniatura. Questo atteggiamento si concentra soprattutto nell'armatura, allestita con estrema cura nella struttura e nei dettagli araldici ornamentali, mentre nel sepolcro di Edoardo III si trova una maggior resa naturalistica dei dettagli del volto.